# 벨란테
벨란테(이탈리아어: Bellante)는 이탈리아 아브루초주 테라모도에 위치한 코무네다.